# Fiumarella
La Fiumarella (localement Hjumareddha) est un  fleuve côtier d'Italie, dans la région Calabre, dans la province de Catanzaro sur la seule commune de Catanzaro.

## Description
Le fleuve Fiumarella prend sa source dans les monts de Sila et se jette dans le golfe de Squillace après un cours de 20 km.
Il est traversé par deux des trois viaducs routiers de Catanzaro : le pont Bisantis et le viaduc de Fiumarella ; le viaduc de Musofalo enjambant lui un de ses affluents. Ceux-ci sont voisins d'un pont ferré, lieu d'un accident meurtrier en 1961.

## Histoire
Son nom est lié à un accident de train qui eut lieu le 23 décembre 1961 : un wagon du train Calabro-Lucanes est tombé d'un viaduc de quarante mètres de hauteur, tuant 71 passagers et en blessant vingt-huit autres passagers.